# Emosion Bèlè - Les chants du père, la musique du fils
Albums de Edmond Mondésir
Manmay Bèlè
(2002) Emosion Bèlè 2 - Hommage à Ti-Emile
(2008)
Emosion Bèlè - Les Chants du Père, La Musique du Fils est le troisième album solo de Edmond Mondésir sorti en 2006.
Il s'agit d'une première collaboration avec Manuel Mondésir (son fils) qui a fait tous les arrangements de l'album.
Le concept de l'album est de reprendre les chants bèlè traditionnel de Edmond Mondésir et d'en faire des arrangements en bèlè moderne par Manuel Mondésir. L'album se découpe en deux parties : la première partie les chants en version bèlè moderne et la seconde reprend les chants en version originale traditionnelle.

## Pistes
Bèlè Moderne
01. Nou Matinitjé
02. Manzel Tala
03. Lafrik Ja Sipoté
04. Gadé Yol-La
05. Santiago
06. Man Noéma
07. Manman Lago
08. Mon'la
09. Sonjé Sa
10. An Ti Lilèt
Bèlè Traditionnel
11. Nou Matinitjé
12. Manzel Tala
13. Lafrik Ja Sipoté
14. Gadé Yol-La
15. Manman Lago